# Xian de Yushe
Le xian de Yushe (榆社县 ; pinyin : Yúshè Xiàn) est une subdivision de la province du Shanxi en Chine. Il est placé sous la juridiction administrative de la ville-préfecture de Jinzhong.

## Démographie
La population du district était de 135 567 habitants en 1999.